# 古代西洋音楽
古代西洋音楽（こだいせいようおんがく）とは6世紀以前の西洋音楽。

## 古代ギリシアの音楽
当時の絵画から、キタラ（竪琴）、アウロス（縦笛）、パンパイプなどが使われていたことがわかる。
古代ギリシアでは詩の朗読や劇の上演に際して音楽が演奏されたと考えられている。また、神を祭る儀式の場でも用いられた。劇に付随する音楽（歌唱）というアイディアは、後にイタリアのフィレンツェにおける古代ギリシアの音楽のルネッサンス、すなわちオペラ誕生のモデルとなった。
古代ギリシアでは音楽理論がある程度確立していたと考えられる。今日の音楽に関する用語はその多くを当時のギリシア語に負う。ピタゴラスは音楽と数学は宇宙の秩序に通じると考え、正律音調を発見した。また竪琴をひいて精神を病む人に聞かせたといい、音楽療法の元祖とも考えられる。プラトンは『国家』3巻において、混合リディア調や高音リディア調は悲しみを帯びており、イオニア調やリュディア調は柔弱だったり、酒宴にふさわしく、ドリス調とプリュギア調は戦士にふさわしい、などと論じている。こうしたギリシャの音楽論は、中世の代表的な理論書ボエティウスの『音楽教程』で紹介されている。
ギリシア悲劇の合唱団（コロス）について、ニーチェは『悲劇の誕生（音楽の精髄からの悲劇の誕生）』で論じている。
紀元前8世紀頃になるとポリスが成立、発展し貴族による共和制のもと、種々の文芸が復興していった。ホメロスやヘシオドスらの叙事詩が盛んであり、その伴奏としてはフォルミンクスと呼ばれる4弦の小型の竪琴が用いられた。アウロスはまだ異国的な楽器として一般的にはあまり用いられず、またサルピンクス（トランペット）も同様で、紀元前7世紀以降にこれらの楽器は普及していくことになる。この時期の音楽のあり方として「詩」と「音楽」がほとんど同一視されたことがあげられ、しばしば振り付け（舞踏）を伴った。祭儀的な音楽は「政治的なイベント」や「コンクール」へと次第に変容していき、その競技会においてはキタロディア（キタラ伴奏の賛歌）が競技目的のジャンルとして初期に確立した。元来は王宮の娯楽でもあった「競技会」は、宗教的なパフォーマンスから祭儀的な性格が取り除かれていき、代わりに「音楽的」「美的」な価値基準を確立していくことになる。
紀元前7～6世紀になると僭主政治が横行するが、その僭主の宮廷では芸術家らが熱心な保護を受けた。サッフォーやピンダロスらが叙情詩を盛んにつくり、悲劇も台頭してくる。アウロスが一般化し、キタラは7弦化される。特にアウロスはその神秘的で情緒的な音色ゆえに、ディオニューソス神の祭儀には不可欠な楽器となる。僭主政治の開始が遅れたアテネでもパンアテナイア祭が盛大に行われるようになり、4年ごとに運動と音楽の競技会が開かれた。音楽の競技会では専門家に指導を受けた一般市民の演奏家や合唱団が、生活の一部としてその技術を争った。キタラ賛歌、アウロス賛歌、キタラ独奏、アウロス独奏に加え、ディオニューソス賛歌の演奏や悲劇も上演されるようになる。
紀元前5世紀には民主政治が発達するとともに、そのもとで文化の諸領域が世俗化していった。これに反動するかのように知識人らは懐古趣味と非現実的抽象化の傾向に陥った。前世紀に続く悲劇の隆盛は、詩と音楽の関係に様々な論争を呼び「芸術論」を生み出した。これにより、音楽は伝来の制約や規範、秩序から逸脱していくことになる。例えば、キタラの多弦化、多弦ハープの流行と音階の混用、キタラ伴奏歌曲とアウロス伴奏歌曲の無境界化などを引き起こし、ついにはパンアテナイア祭においてサテュロス劇が上演されたり、リラを持ったヘーラクレースまで登場することとなった。一方で、音楽が「演奏」から「鑑賞」の対象へと変化していく。また、プラトンやアリストテレスはその倫理学において、教育論や国家論の観点から音楽が規制されるべきだと説いた。ペロポネソス戦争を経てその後マケドニアが支配するようになると、ギリシャのポリスは衰退し地中海沿岸の植民地へ人口が流出するとともに、音楽理論やその用語がローマ文化圏（西ヨーロッパ）へ伝播していった。

## 古代ローマの時代
古代ローマでは併合したギリシアの音楽の影響を受けていたとされるが、楽譜は伝わっておらず、実態は不明である。

## 初期キリスト教の音楽
古代の末期に見られた初期キリスト教音楽（原始キリスト教）の姿も不明である。新約聖書の「マタイによる福音書」には、キリストは最後の晩餐の後に、弟子達ともに歌を歌ったという記述がみられる。キリスト教がユダヤ教をもとに成立したことから、初期キリスト教音楽もユダヤ教の聖歌がもとにあるとの説が支配的であったが、むしろ独自性を示すために異なった礼拝があったとの考えもある。現存する最古(紀元280年)のキリスト教(東方諸教会)の聖歌とされるのはオクシリンコス・パピルスに含まれていた「三位一体の聖歌」(オクシリンコスの賛歌)がギリシア記譜法で記されたものである。3～5世紀になると、アルメニア、シリア、エジプト、エチオピア、ビザンツ帝国で、地方の特色と結びついた聖歌ができた。これらは、東方教会聖歌として、それぞれアルメニア聖歌、シリア聖歌、コプト聖歌、アビシニア聖歌、ビザンティン聖歌という形で現在も歌われている。しかし、現在のものが、当時の姿を正しく伝えているとは考えられない。これらの聖歌は、アラブやトルコなどの支配的な民族の影響で1500年以上もの間に大きく変化したと考えられる。恐らくは全員で同じ聖歌を斉唱している間に、歌いやすい音名に移動したのであろう。
3世紀末頃には都市の贅沢を離れ、荒野で過酷な貧困生活を送る修行を通じて信仰を実践しようという修道院運動が盛んになった。その絶え間ない祈祷の際に、全詩篇を順番に朗唱する「詩篇連唱」の習慣が確立した。また、4世紀のエジプトにおいては、修道院の朝夕2回の聖務日課が整備され、宗教的瞑想の前提として詩篇唱が機能した。その後、教会の大聖堂内でも聖務日課の際に詩篇唱が行われるようになり、修道士（女）が演奏のために教会へ赴いた。6世紀までには教会における1日8回の聖務日課（時課）が制度化され、その中で修道士（女）が詩篇唱を聖職者は祈祷を受け持つよう、その職能によって分業化された。一方、平信徒ら（一般会衆）にとっては平日にあっては詩篇唱をただ聴くのみであったが、日曜日はともに歌うこともあったようだ。かつて、荒野の中で歌われた素朴で単純な詩篇唱は、聖堂の中で次第に旋律性豊かで甘美なものへと変化していき、熱狂的な詩篇唱ブームにつながった。
ローマ帝国下の初期キリスト教会の集会では、世俗的な晩餐の席でも音楽が親しまれていたこともあり、聖体拝領が夕べの会食時に行われて詩篇唱も同時に歌われた。その際、世俗的な音楽とは区別するために楽器による伴奏を極力排除した。4世紀には聖職者の職務としてのカントル（独唱歌手）の地位が確立した。
初期キリスト教会ではローマ帝国の優れた情報伝達網によって典礼方式や聖歌の統一がある程度、図られていたと思われる。その後帝国の崩壊によって街道や情報伝達のシステムが寸断され、とくに西ローマの地域（西方教会）においては、各地で独立した多様な地方典礼へと発展していった。
西方教会でも、南フランスのガリアでは、ガリア聖歌と呼ばれる聖歌が、スペインではモザラベ聖歌が知られている。北イタリアのミラノには、4世紀にミラノ大司教を務めた聖アンブロジウスの名を冠したアンブロジウス聖歌（アンブロジオ聖歌）、ローマにもローマ聖歌といった地方聖歌が成立した。これらの地方聖歌も現在まで歌われ続けているものがあるが、当時のものではない。地方聖歌は、やがてローマカトリック教会が力を持つと、グレゴリオ聖歌として統一されることになる（中世西洋音楽参考）。

## 原典訳
- アリストクセノス／プトレマイオス『古代音楽論集』

山本建郎訳、京都大学学術出版会〈西洋古典叢書〉、2008年
- ボエティウス『音楽教程』伊藤友計訳、講談社学術文庫、2023年